# Calendula
 Calendula  L., 1753 è un genere di piante angiosperme dicotiledoni della famiglia delle Asteraceae (sottofamiglia Asteroideae).

## Etimologia
Il nome del genere deriva dal latino Calendae, parola con la quale i Romani indicavano il primo giorno del mese, dato che fiorisce in continuazione più o meno durante tutta l'estate.
Il nome scientifico del genere è stato definito dal botanico Carl Linnaeus (o Linneo) (1707-1778) nella pubblicazione " Species Plantarum" ( Sp. Pl. 2: 921 ) del 1753.

## Descrizione

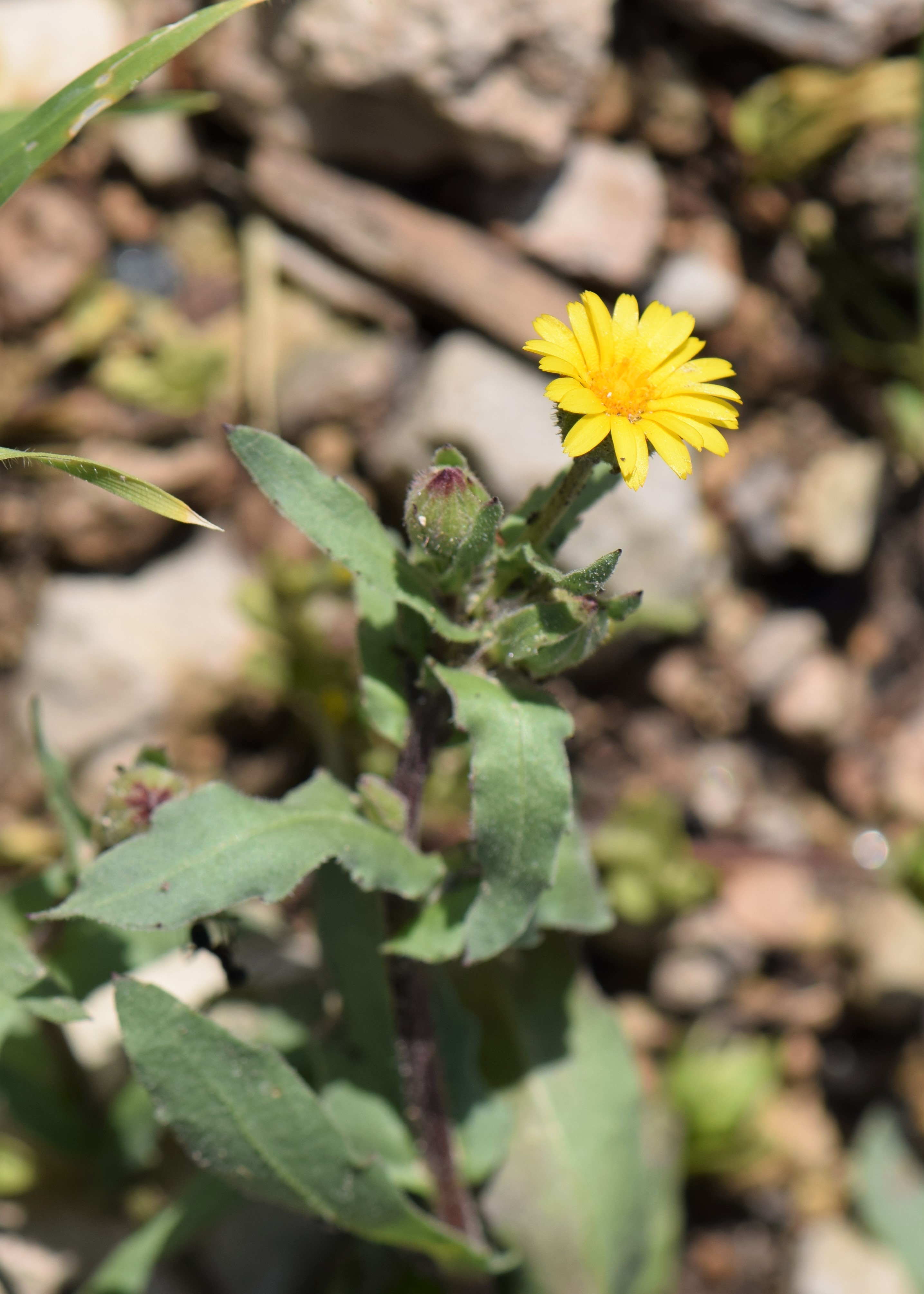
Il portamento
Calendula palaestina

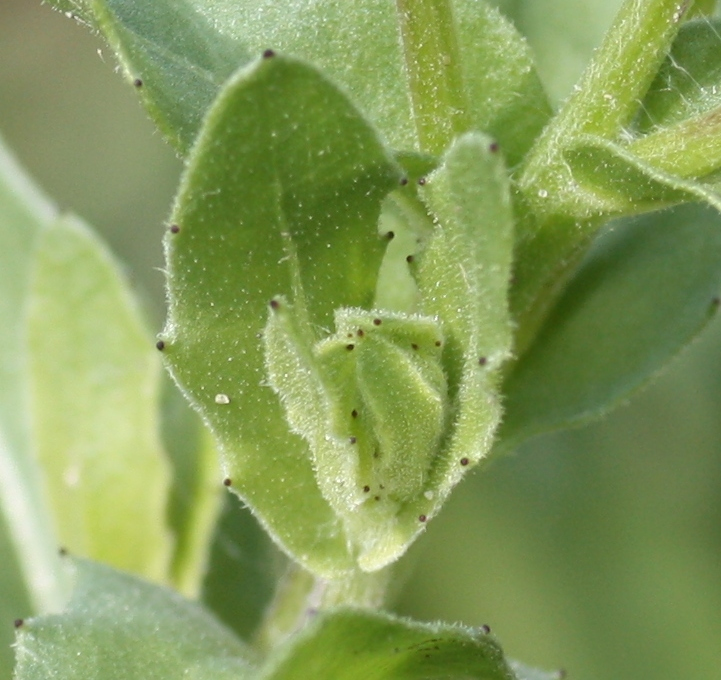
Le foglie
Calendula arvensis

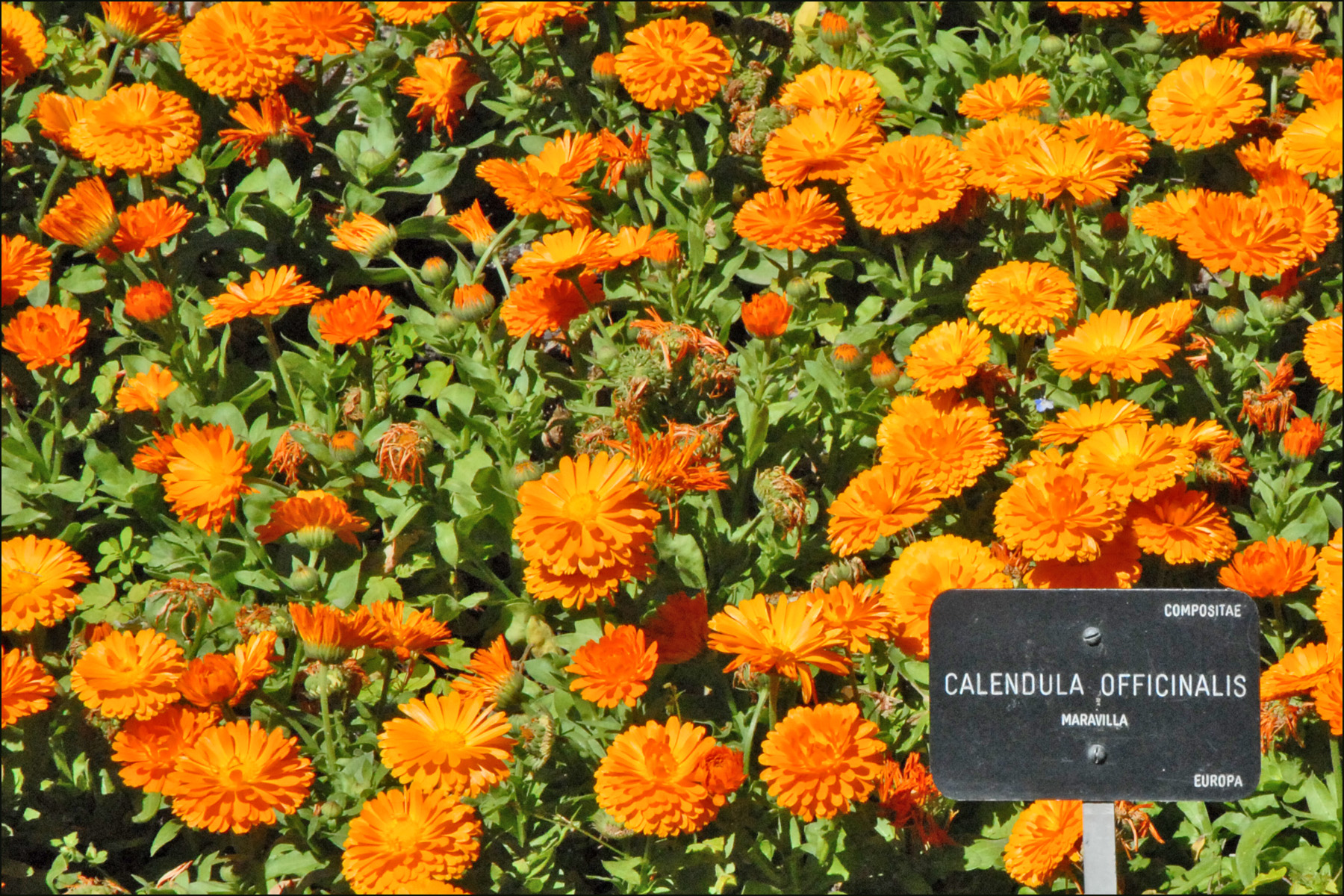
Infiorescenza
Calendula officinalis

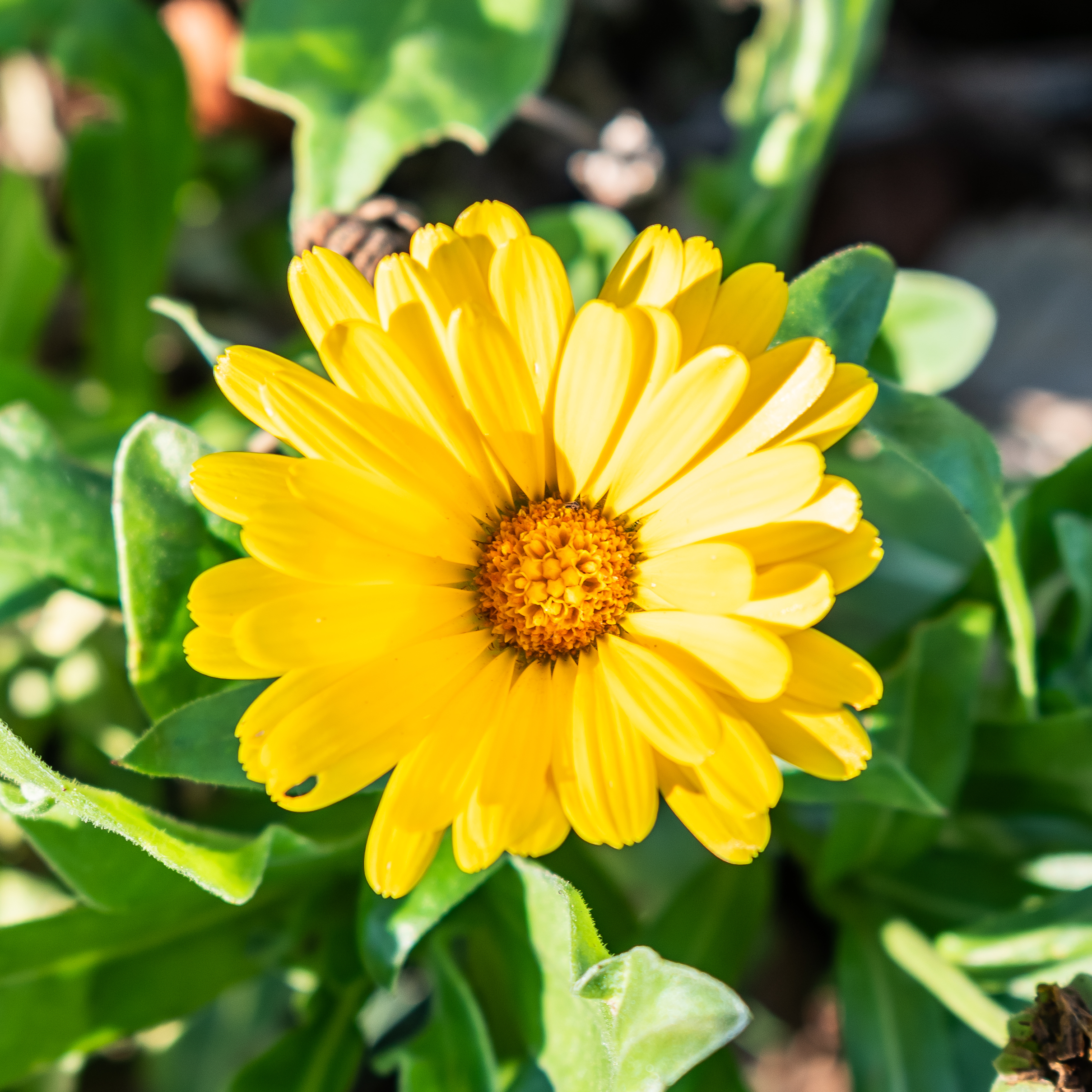
I fiori
Calendula officinalis

Habitus. Le specie di questo genere hanno un habitus erbacee annuo, bienne o perenne (o anche subarbustivo); sono inoltre prive di lattice. Alcune specie sono ghiandolose o aromatiche (odore sgradevole).
Radici. Le radici sono secondarie da rizoma.
Fusto. La parte aerea in genere è eretta (o decombente), semplice o ramosa. Talora il fusto può essere sub-legnoso. La superficie è glabra o aracnosa e/o stipitato-ghiandolare. Altezza media: 5 – 70 cm.
Foglie. Le foglie in genere sono cauline disposte in modo alternato e sono sessili (o picciolate). Il contorno della lamina è intero con forme da ellittiche, obovate o da oblunghe a oblanceolate, spatolate o lineari. I margini sono interi o dentati. La consistenza della foglia normalmente è erbacea con superficie scarsamente aracnosa e/o stipitato-ghiandolare.
Infiorescenza. Le sinflorescenze sono scapose. Le infiorescenze vere e proprie sono formate da un capolino terminale peduncolato (raramente sessile) di tipo radiato. Alla base dell'involucro (la struttura principale del capolino) può essere presente un calice formato da alcune brattee fogliacee. I capolini sono formati da un involucro, con forme da campanulate a emisferiche, composto da 13 - 40 brattee, al cui interno un ricettacolo fa da base ai fiori di due tipi: quelli esterni del raggio e quelli più interni del disco. Le brattee, glabre o pelose, da lanceolate a lanceolate, sono disposte in modo più o meno embricato su 1 - 2 serie e possono essere connate alla base; talora possono avere un margine ialino. Il ricettacolo, a volte alveolato, è nudo (senza pagliette a protezione della base dei fiori); la forma è piatta. Diametro dell'involucro: 10 – 30 mm.
Fiori.  I fiori (fiori del raggio: 13 - 50; fiori del disco: 20 - 60) sono tetra-ciclici (formati cioè da 4 verticilli: calice – corolla – androceo – gineceo) e pentameri (calice e corolla formati da 5 elementi). Sono inoltre ermafroditi, più precisamente i fiori del raggio (quelli ligulati e zigomorfi) sono femminili e fertili; mentre quelli del disco centrale (tubulosi e actinomorfi) sono funzionalmente maschili.
- Formula fiorale:

*/x K {\displaystyle \infty }, [C (5), A (5)], G 2 (infero), achenio
- Calice: i sepali del calice sono ridotti ad una coroncina di squame.
- Corolla: nella parte inferiore i petali della corolla sono saldati insieme e formano un tubo. In particolare le corolle dei fiori del disco centrale (tubulosi) terminano con delle fauci dilatate a raggiera con cinque lobi più o meno patenti. Nella corolla dei fiori periferici (ligulati) il tubo si trasforma in un prolungamento da lineare a lanceolato terminante generalmente con tre denti. Il colore delle corolle varia dal giallo-vivo al rosso-arancio.
- Androceo: gli stami sono 5 con dei filamenti liberi. La parte basale del collare dei filamenti può essere dilatata. Le antere invece sono saldate fra di loro e formano un manicotto che circonda lo stilo. Le appendici apicali delle antere sono sagittate. Le teche (produttrici del polline) non sono calcarate (sono cioè prive di speroni), ma hanno le code (caudate). La struttura delle antere è di tipo tetrasporangiato, raramente sono bisporangiate. Il tessuto endoteciale è polarizzato. Il polline è di tipo echinato (con punte sporgenti) a forma sferica.
- Gineceo: l'ovario è infero uniloculare formato da 2 carpelli. Lo stilo (il recettore del polline) è intero (fiori maschili), troncato e con un ciuffo di peli. Le superfici stigmatiche sono continue (e divise almeno alla base) o separate. Dei peli radicali formano un anello alla base dello stilo; la pubescenza può arrivare fin sotto gli stigmi.

Frutti. I frutti sono degli acheni senza pappo. Gli acheni presentano a volte un esocarpo carnoso e colorato e sono molto variabili nelle forme e dimensioni (achenio polimorfo): è "rostrato" se ricurvo e prolungato in una specie di becco privo di spine; "cimbiforme" se ricurvo, alato, ma privo di becco; "anulare" se molto ricurvo, spesso tanto da chiudersi ad anello, privo di ali e di spine.

## Biologia
Impollinazione: l'impollinazione avviene tramite insetti (impollinazione entomogama tramite farfalle diurne e notturne).

Riproduzione: la fecondazione avviene fondamentalmente tramite l'impollinazione dei fiori (vedi sopra).

Dispersione: i semi (gli acheni) cadendo a terra sono successivamente dispersi soprattutto da insetti tipo formiche (disseminazione mirmecoria). In questo tipo di piante avviene anche un altro tipo di dispersione: zoocoria. Infatti gli uncini delle brattee dell'involucro (se presenti) si agganciano ai peli degli animali di passaggio disperdendo così anche su lunghe distanze i semi della pianta. Inoltre per merito del pappo il vento può trasportare i semi anche a distanza di alcuni chilometri (disseminazione anemocora).

## Distribuzione e habitat
Quasi tutte le specie sono presenti dall'area mediterranea fino all'Himalaya occidentale. Altrove (America, Asia orientale e Australia sono introdotte. In Italia si trovano allo stato selvatico le specie C. arvensis e C. suffruticosa; la specie C. officinalis, coltivata ovunque per ornamento, può trovarsi spontaneizzata e inselvatichita da 0 a 600 m sul livello del mare.

## Tassonomia
La famiglia di appartenenza di questa voce (Asteraceae o Compositae, nomen conservandum) probabilmente originaria del Sud America, è la più numerosa del mondo vegetale, comprende oltre 23.000 specie distribuite su 1.535 generi, oppure 22.750 specie e 1.530 generi secondo altre fonti (una delle checklist più aggiornata elenca fino a 1.679 generi). La famiglia attualmente (2021) è divisa in 16 sottofamiglie; la sottofamiglia Asteroideae è una di queste e rappresenta l'evoluzione più recente di tutta la famiglia.

### Filogenesi
Il genere di questa voce è descritto nella tribù Calenduleae (una delle 21 tribù della sottofamiglia Asteroideae). Da un punto di vista filogenetico, la tribù Calenduleae fa parte del supergruppo (o sottofamiglia) "Asteroideae grade"; l'altro è il supergruppo "Non-Asteroideae" contenente il resto delle sottofamiglie delle Asteraceae. All'interno del supergruppo è vicina alle tribù Senecioneae, Gnaphalieae, Astereae e Anthemideae.
Calendula, nell'ambito della filogenesi della sottotribù, si trova in un gruppo politomico comprendente i generi Gibbaria e Osteospermum. La classificazione di questo genere è difficile anche per la polimorfia degli acheni basata su quattro tipi deversi:
- cimbiforme (tipo A): la forma degli acheni in generale è ricurva, sono alati senza becco e spinosi sul dorso;
- rostrati (tipo B): questi acheni sono ricurvi ma senza ali, sono inoltre prolungati in un becco (il becco è privo di spine, mentre il resto le hanno);
- alati (tipo C): la forma di questi acheni è dritta e sono provvisti di tre lunghe ali; sono spinosi ma privi di becco;
- anulari (tipo D): gli acheni sono spesso rinchiusi ad anello (sono privi di becco, spine e ali).

Il cladogramma seguente, tratto dallo studio citato e semplificato, mostra una possibile configurazione filogenetica della tribù evidenziando la posizione del genere di questa voce.
|  | Dimorphotheca                                                                         |
|  |                                                                                       |
|  | \| \| Calendula \| \| \| \| \| \| Osteospermum \| \| \| \| \| \| Gibbaria \| \| \| \| |
|  |                                                                                       |
|  | Calendula                                                                             |
|  |                                                                                       |
|  | Osteospermum                                                                          |
|  |                                                                                       |
|  | Gibbaria                                                                              |
|  |                                                                                       |

|  | Calendula    |
|  |              |
|  | Osteospermum |
|  |              |
|  | Gibbaria     |
|  |              |

|  | Dimorphotheca                                                                         |
|  |                                                                                       |
|  | \| \| Calendula \| \| \| \| \| \| Osteospermum \| \| \| \| \| \| Gibbaria \| \| \| \| |
|  |                                                                                       |
|  | Calendula                                                                             |
|  |                                                                                       |
|  | Osteospermum                                                                          |
|  |                                                                                       |
|  | Gibbaria                                                                              |
|  |                                                                                       |

|  | Calendula    |
|  |              |
|  | Osteospermum |
|  |              |
|  | Gibbaria     |
|  |              |

I caratteri distintivi del genere  Calendula sono:
- lo stilo è indiviso;
- l'achenio è polimorfo: "rostrato" o "cimbiforme" (fiori esterni); "anulare" o curvo (fiori interni).

Il numero cromosomico delle specie di questo genere è: 2n = 14, 16, 18, 22, 28, 30, 32, 36, 42, 44, 46, 54 e 85.

### Elenco delle specie
Questo genere ha 12 specie:
- Calendula arvensis L.
- Calendula eckerleinii  Ohle
- Calendula karakalensis  Vassilcz.
- Calendula lanzae  Maire
- Calendula maroccana  (Ball) B.D.Jacks.
- Calendula meuselii  Ohle
- Calendula officinalis  L.
- Calendula pachysperma  Zohary
- Calendula palaestina  Boiss.
- Calendula stellata  Cav.
- Calendula suffruticosa  Vahl
- Calendula tripterocarpa  Rupr.

### Specie della flora spontanea italiana
Nella flora spontanea italiana del gruppo di questa voce sono presenti le seguenti specie:
- Calendula arvensis L.
- Calendula officinalis  L
- Calendula stellata  Cav.
- Calendula suffruticosa  Vahl
  - Calendula suffruticosa subsp. fulgida (Raf.) Guadagno
  - Calendula suffruticosa subsp. maritima  (Guss.) Meikle
- Calendula tripterocarpa  Rupr.

#### Visione sinottica del genere in Italia
L’elenco seguente utilizza in parte il sistema delle chiavi analitiche (vengono cioè indicate solamente quelle caratteristiche utili a distingue un taxon dall'altro):
- 1A: il ciclo biologico di queste piante è perenne;

- 2A: la forma biologica è camefita suffruticosa (Ch suffr), sono piante perenni e legnose alla base; il colore dei fiori del raggio è lo stesso di quello dei fiori centrali (giallo chiaro); le serie periferiche dei fiori del raggio sono poche (1 - 2);

Calendula suffruticosa Vahl subsp. fulgida (Raf.) Guadagno - Fiorrancio fulgido: tutta la pianta è glabra; l'apice delle foglie è acuto; il colore della corolla è giallo scuro o giallo-aranciato; l'altezza massima della pianta è di 2 - 4 dm; il ciclo biologico è perenne; la forma biologica è camefita suffruticosa (Ch suffr); il tipo corologico è Sud Ovest Steno-Mediterraneo (Subendemico); l'habitat tipico sono le rupi, le pietraie e gli incolti sassosi; in Italia è una specie rara e si trova al Centro e al Sud fino ad una quota di 500 m s.l.m..
Calendula suffruticosa Vahl subsp. maritima  (Guss.) Meikle - Fiorrancio marittimo: tutta la pianta è villosa e vischiosa; l'apice delle foglie è arrotondato; il colore della corolla è giallo limone; l'altezza massima della pianta è di 2 - 4 dm; il ciclo biologico è perenne; la forma biologica è camefita suffruticosa (Ch suffr); il tipo corologico è Sud Ovest Steno-Mediterraneo (Endemico); l'habitat tipico sono le spiagge sugli accumuli di posidonia e alghe; in Italia è una specie rara e si trova in Sicilia. Nella "Flora d'Italia" questa specie è indicata come Calendula incana Willd. subsp. maritima (Guss.) Ohle.
- 2B:  la forma biologica è terofita scaposa (T scap), ossia sono piante annue erbacee; il colore dei fiori del raggio è più chiaro di quello dei fiori centrali (giallo intenso, bruno o purpureo); le serie periferiche dei fiori del raggio sono molte;

Calendula officinalis  L. - Fiorrancio coltivato: l'altezza massima della pianta è di 3 - 5 dm; il ciclo biologico è annuo o bienne; la forma biologica è terofita scaposa (T scap) o anche emicriptofita bienne (H bienn); il tipo corologico è Ovest Mediterraneo; è una pianta coltivata e comunemente inselvatichita; in Italia è una specie rara e si trova su tutto il territorio fino ad una quota di 600 m s.l.m..
- 1B:  il ciclo biologico di queste piante è annuo;

- 3A: i fiori ligulati sono lunghi 2 - 3 volte le brattee involucrali (ossia 20 - 30 mm);

Calendula officinalis  L. - Fiorrancio coltivato: i fiori ligulati sono disposti in molte serie; gli acheni sono del tipo C e D, raramente sono del tipo B (vedi gruppo 2B).
Aggregato di Calendula arvensis: i fiori ligulati sono disposti su una sola serie; gli acheni sono del tipo A, B e D (vedi più avanti).
- 3B: i fiori ligulati sono lunghi 1 - 2 volte le brattee involucrali (ossia 7 - 20 mm);

Aggregato di Calendula arvensis (vedi più avanti).

#### Aggregato diCalendula arvensis
Questo gruppo (eterogeneo e variabile) la cui variabilità è concentrata sul portamento, la grandezza del capolino e le forme degli acheni, è caratterizzato da specie sinantropiche di recente diversificazione. Sono presenti specie tetraploidi.
Composizione dell'aggregato.
- Calendula arvensis L.
- Calendula stellata  Cav.
- Calendula tripterocarpa  Rupr.

Visione sinottica dell'aggregato.
- 1A: i fiori ligulati sono lunghi 2 - 3 volte le brattee involucrali (ossia 20 - 30 mm); i capolini sono bicolori;

Calendula stellata  Cav. - Fiorrancio stellato: l'altezza massima della pianta è di 1 - 4 dm; il ciclo biologico è annuo; la forma biologica è terofita scaposa (T scap); il tipo corologico è Sud Mediterraneo / Macaronesio; l'habitat tipico sono gli incolti, i campi e i vigneti; in Italia è una specie rara e si trova in Sicilia fino ad una quota di 600 m s.l.m..
- 1B:  i fiori ligulati sono lunghi 1 - 2 volte le brattee involucrali (ossia 7 - 20 mm); i capolini sono concolori;

Calendula arvensis  L. - Fiorrancio selvatico: la forma delle foglie varia da oblanceolata a obovata; gli acheni esterni sono di tipo A o B (quelli rostrati non sono mai 3-alati); l'altezza massima della pianta è di 3 - 5 dm; il ciclo biologico è annuo o bienne; la forma biologica è terofita scaposa (T scap) o anche emicriptofita bienne (H bienn); il tipo corologico è Euri-Mediterraneo; l'habitat tipico sono gli incolti, i margini delle vie, i campi e i vigneti; in Italia è una specie comune e si trova su tutto il territorio fino ad una quota di 600 m s.l.m..
Calendula tripterocarpa  Rupr. - Fiorrancio trialato: la forma delle foglie lineare-lanceolata; gli acheni sono senza becco e sono 3-alati; l'altezza massima della pianta è di 1 - 4 dm; il ciclo biologico è annuo; la forma biologica è terofita scaposa (T scap); il tipo corologico è Sud Mediterraneo / Saharo-Sindica; l'habitat tipico sono gli incolti, i campi e i vigneti; in Italia è una specie rara e si trova a Lampedusa fino ad una quota di 300 m s.l.m..

#### Specie della zona alpina
Delle 5 specie  spontanee della flora italiana solo 2 vivono sull'arco alpino. La tabella seguente mette in evidenza alcuni dati relativi all'habitat, al substrato e alla distribuzione delle specie alpine.
| Specie | Comunità vegetali | Piani vegetazionali | Substrato  | pH     | Livello trofico | H2O   | Ambiente | Zona alpina         |
| --- | ----------------- | ------------------- | ---------- | ------ | --------------- | ----- | -------- | ------------------- |
| C. arvensis | 2                 | collinare           | Ca - Ca/Si | basico | medio           | arido | B1       | IM TO BS VR UD      |
| C. officinalis | 2                 | collinare           | Ca - Si    | neutro | alto            | secco | B2 B7 B9 | tutto l'arco alpino |
| Legenda e note alla tabella. Substrato: con “Ca/Si” si intendono rocce di carattere intermedio (calcari silicei e simili). Zona alpina: vengono prese in considerazione solo le zone alpine del territorio italiano (sono indicate le sigle delle province). Comunità vegetali: 2 = comunità terofitiche pioniere nitrofile. Ambienti: B1 = campi, colture e incolti; B2 = ambienti ruderali, scarpate; B7 = parchi, giardini, terreni sportivi; B9 = coltivi umani. |                   |                     |            |        |                 |       |          |                     |

### Sinonimi
Sono elencati alcuni sinonimi per questa entità:
- Calendella Kuntze
- Caltha  Mill.

## Usi
Giardinaggio. Diverse specie di Calendula sono utilizzate come pianta ornamentale per decorare i giardini o in vaso sui terrazzi; alcune specie sono coltivate industrialmente per la produzione di fiori recisi.
Cucina. Sono utilizzate spesso anche in ambito gastronomico, per colorare piatti e insalate, nonché come succedaneo dello zafferano.

Medicina alternativa e complementare. I fiori di Calendula officinalis sono utilizzati come rimedio fitoterapico per le loro proprietà antispasmodiche e cicatrizzanti; in omeopatia viene consigliata anche in caso di ustioni, di cure dentarie e dopo il parto.
Agricoltura. La Calendula è spesso coltivata nei campi per respingere gli insetti dannosi dagli ortaggi grazie al suo aroma.

## Alcune cultivar

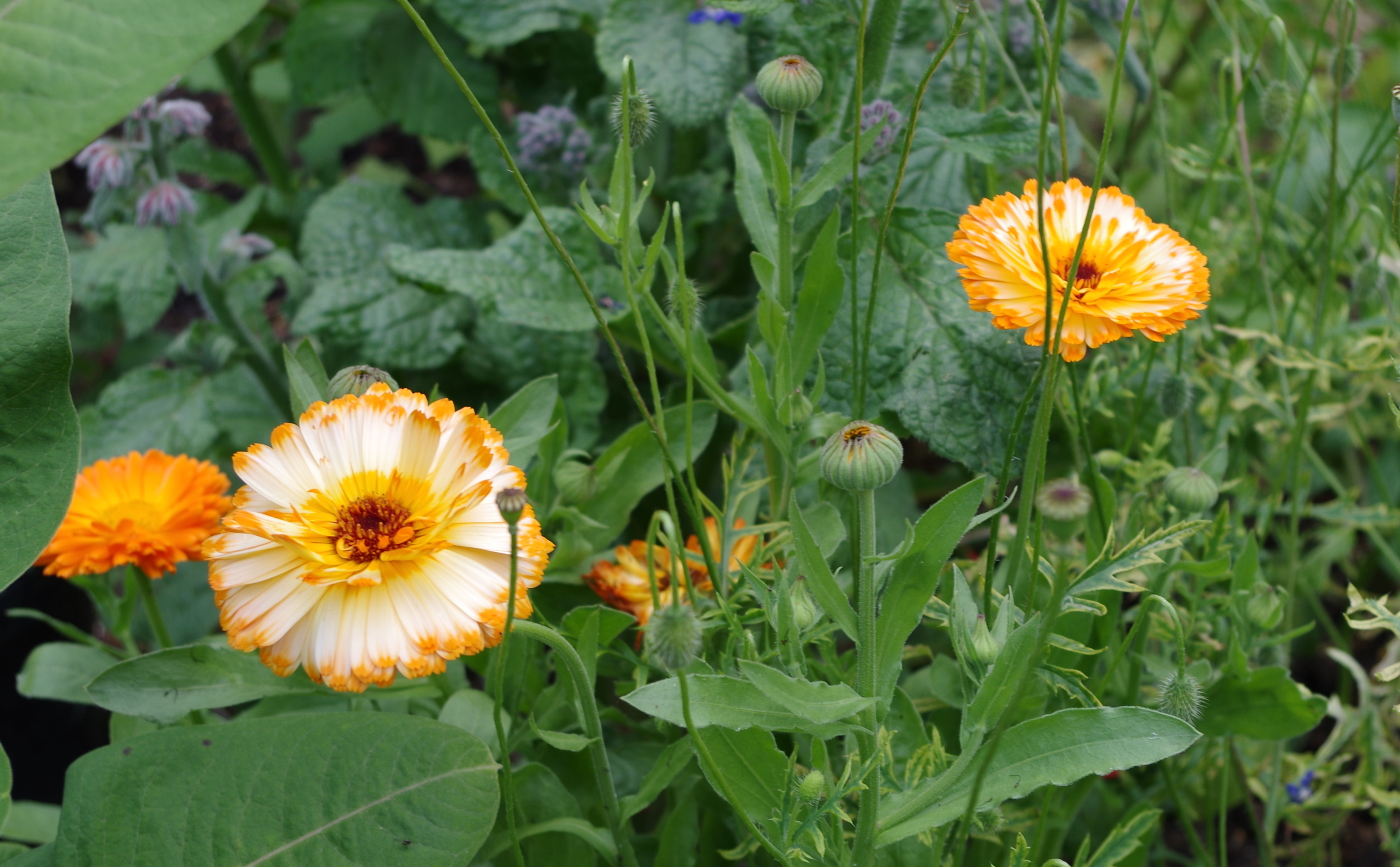
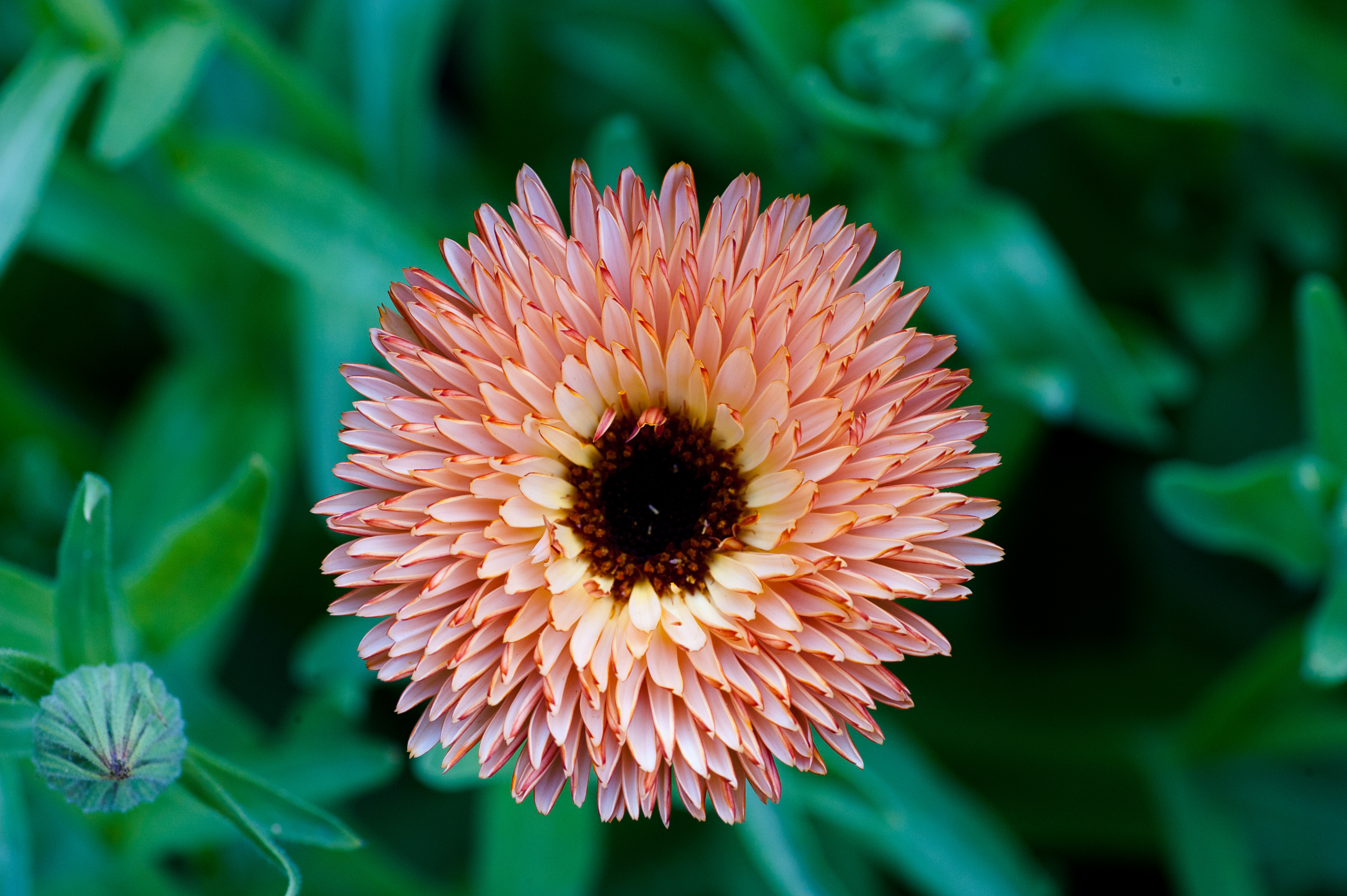